# John Watson (kierowca)
John Marshall Watson (ur. 4 maja 1946 roku w Belfaście) – brytyjski kierowca wyścigowy pochodzący z Irlandii Północnej.
Startował w Formule 1 w latach 1973-1983 oraz w 1985. Łącznie odniósł pięć zwycięstw, a dwa razy wywalczył pole position. W 1982 roku zajął trzecie miejsce w klasyfikacji generalnej.
Po zakończeniu kariery został komentatorem telewizyjnym.